# Cena Jupiter
Cena Jupiter (anglicky Jupiter Award) byla cena za nejlepší vědeckofantastické literární dílo udělovaná kritiky science fiction v letech 1974–1978. Jednotlivé ceny se udílely v kategoriích za nejlepší román, novelu, noveletu a povídku.

## Vítězové
| Rok   | Román Autor                                      | Novela Autor                                       | Noveleta Autor                             | Povídka Autor                                      |
| ----- | ------------------------------------------------ | -------------------------------------------------- | ------------------------------------------ | -------------------------------------------------- |
| 19740 | Setkání s Rámou Arthur C. Clarke                 | The Feast of St. Dionysus Robert Silverberg        | The Deathbird Harlan Ellison               | A Suppliant in Space Robert Sheckley               |
| 1975  | Vyděděnec Ursula K. Le Guinová                   | Riding the Torch Norman Spinrad                    | The Seventeen Virgins0 Jack Vance          | The Day Before the Revolution Ursula K. Le Guinová |
| 1977  | Where Late the Sweet Birds Sang0 Kate Wilhelmová | Houston, Houston, Do You Read?0 James Tiptree, Jr. | The Diary of the Rose Ursula K. Le Guinová | I See You Damon Knight                             |
| 1978  | A Heritage of Stars Clifford D. Simak            | In the Hall of the Martian King John Varley        | Time Storm Gordon R. Dickson               | Jeffty Is Five Harlan Ellison                      |